# سفارة تنزانيا لدى السعودية
سفارة تنزانيا لدى السعودية هي الممثلية الدبلوماسية العليا لدولة تنزانيا لدى المملكة العربية السعودية. تقع السفارة في حي الورود في الرياض.